# Konkav funktion
En konkav funktion i en variabel är en matematisk funktion vars graf kännetecknas av att om en rät linje dras mellan två valfria punkter på grafen, skall alla punkter på grafen mellan de två punkterna ligga på eller över linjen. Funktionen är omvändningen till en konvex funktion.

## Definition
En reellvärd funktion {\displaystyle f} är konkav i ett intervall (x, y) som tillhör definitionsmängden om för alla t  i [0, 1] gäller:
{\displaystyle f(tx+(1-t)y)\geq tf(x)+(1-t)f(y).}
Om funktionen är två gånger deriverbar i intervallet är funktionen konkav om {\displaystyle f''(x)\leq 0} i intervallet. För en reellvärd funktion betyder det att funktionens graf mellan x och y ligger över en rät linje som förbinder punkterna (x, f(x)) och (y, f(y)).
En funktion är strikt konkav om 
{\displaystyle f(tx+(1-t)y)>tf(x)+(1-t)f(y)}
för alla t i [0, 1] om x ≠ y.